# Leptodactylus bolivianus
Leptodactylus bolivianus é uma espécie de anfíbio da família Leptodactylidae. Pode ser encontrada na Bolívia, Peru, Brasil, Colômbia e Venezuela.